# Bunker

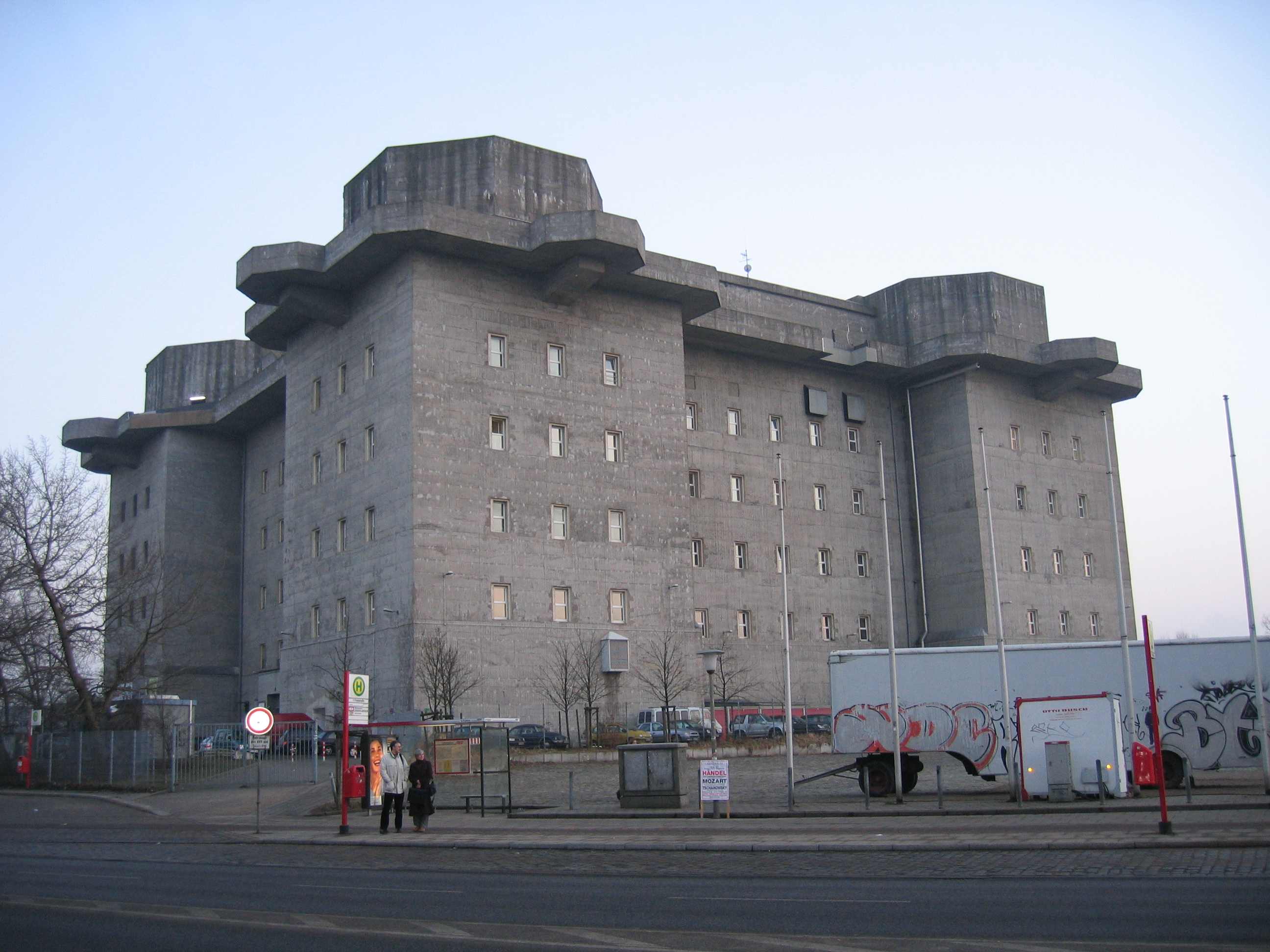
Luftschutzbunker Hamburger Flaktürme

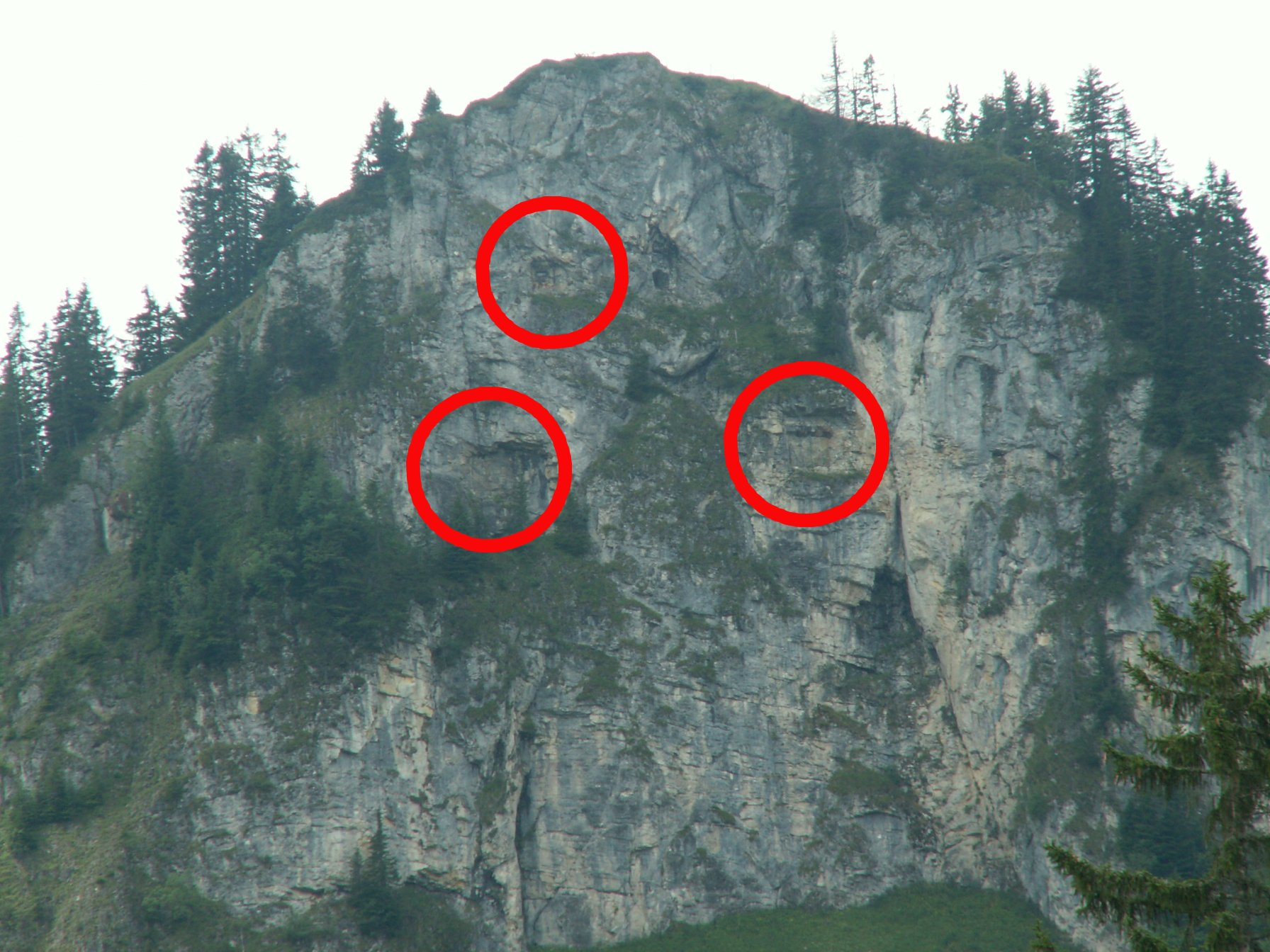
Verbunkerte Artilleriestellungen der Schweizer Festung Euschels in einer Felswand

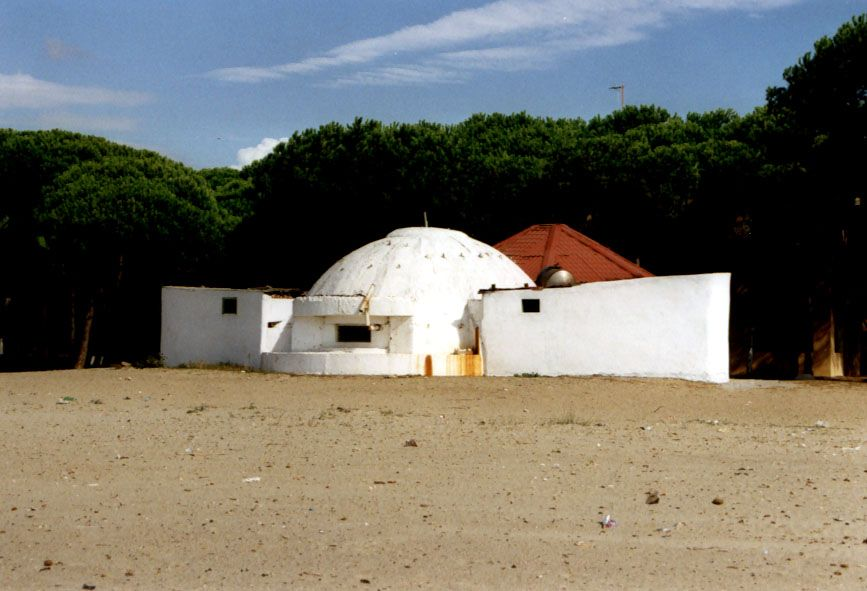
Albanischer Bunker an der Adria (umgebaut zum Restaurant)

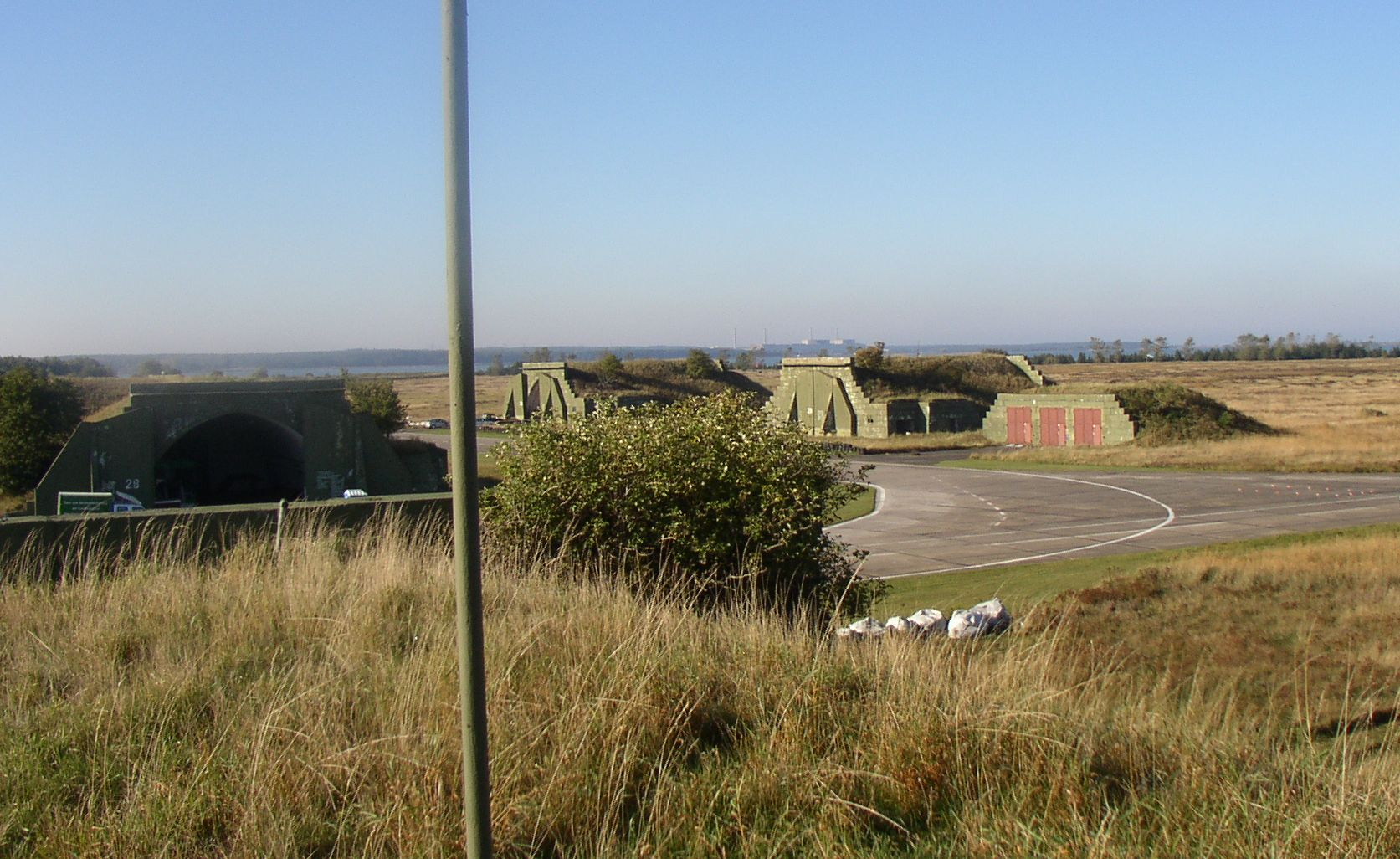
Flugzeugbunker auf dem Flugplatz Peenemünde

Als Bunker werden schützende Bauwerke bezeichnet, die die Insassen oder die Umgebung vor direkter Gefährdung bewahren. Hierzu gehören die direkte Einwirkung von Waffen, der Schutz von Personen vor Gefahrstoffen beziehungsweise die Eindämmung von Gefahrstoffen. Ihre Schutzwirkung wird in verschiedenen Schutzklassen klassifiziert.
Militärische Bunker haben den Zweck, die eigenen Stellungen zu festigen und einen Angriff des Gegners zu erschweren. Sie können als Verteidigungsanlage, als Unterstand für Kriegsgerät (U-Boot-Bunker, Flugzeugkavernen) oder als Kommandozentrale dienen. Zivile Bunker hingegen sollen die Bevölkerung schützen.
Bunker sind meist aus Beton und Stahl erbaut, in vielen Fällen zusätzlich mit Erdreich abgedeckt, die Bezeichnung wird aber auch für in natürlichen Fels getriebene Stollen verwendet. Auch Kombinationen aus beiden Bunkertypen wurden errichtet.
Zivile Bauwerke, welche dem Zivilschutz dienen, erfüllen im Normalfall meist andere Funktionen und werden deshalb nicht als Bunker bezeichnet. Häufig werden Tiefgaragen, U-Bahn-Stationen etc. genutzt, die im Verteidigungsfalle als Schutzräume hergerichtet werden.

## Allgemeine Bauweise
Der Bunkerbau ist im Prinzip aus dem Festungsbau des 18. und 19. Jahrhunderts abgeleitet. Verwendet wurden zuerst massive Steine, die zu meterdicken Wänden verbaut wurden. Durch das Aufkommen von Brisanzgranaten, Schnellfeuergeschützen und der während des Ersten Weltkrieges beginnenden Luftangriffe wurden in der ersten Hälfte des 20. Jahrhunderts robustere Materialien benötigt. Der damals noch recht neuartige Stahlbeton stellte sich hierfür als ideales Material heraus. Mit Stahlbeton konnten die Wände von Bunkern kompakter konstruiert werden, ohne ihre Schutzwirkung zu verlieren. Durch ständige Forschung und Entwicklung wurde die Qualität von Beton und Stahl kontinuierlich verbessert. Wie haltbar einige dieser Materialien sind, zeigen deutlich einige der immer noch erhaltenen Flaktürme. Nach dem Zweiten Weltkrieg misslangen alle Versuche, diese Bauwerke zu sprengen.

## Historische Entwicklung
Blockhäuser wurden ursprünglich aus Holz gefertigt. Zur Verwendung kamen dabei vor allem Harthölzer. Da diese Art des Bunkers eher temporärer Natur war, wurde im Gegensatz zu anderen Bunkern kein besonderer Wert auf massiven Schutz gelegt. Verstärkt wurden diese Blockhäuser noch durch Sandsäcke. Durch Einsatz von Stahlbeton entwickelte sich im Ersten Weltkrieg daraus die Pillbox. Diese verfügte wie das Blockhaus über Schießscharten und bot insbesondere Schutz für Maschinengewehrschützen. Die deutsche Entsprechung dazu hieß Mebu (Maschinengewehr-Eisenbetonunterstand).
Ebenfalls im Stellungskrieg des Ersten Weltkriegs entstanden die Unterstände als behelfsmäßige Bunker innerhalb einer Gefechtslinie (Schützengraben). Sie dienten als Truppenunterkunft und boten nur minimalen Schutz. Die Schutzwirkung beschränkte sich meist nur auf den Schutz vor Splittern, Schrapnellen und Infanteriebeschuss. Sie wurden meist in die Erde getrieben und häufig nur durch Holz, einfachste Betonfertigteile oder Wellblechtafeln gegen das Erdreich gesichert.
Besonders in der Zwischenkriegszeit begann man, anstelle der bisher üblichen, ringartig um strategische Punkte gelegten Festungswerke und -gürtel durchgängige Grenzbefestigungen, bestehend aus Kampfbunkern, kleineren Kampfständen und dazwischenliegenden Panzersperren, zu bauen, die der grenznahen Verteidigung eines Landes dienten. Hierbei wurde häufig auf standardisierte Bauformen zurückgegriffen (vgl. Regelbau). So wurde im Deutschen Reich der Ost- und der Westwall errichtet, in Frankreich die Maginot-Linie und in Italien der Alpenwall, auch Vallo Alpino del Littorio genannt. Die Schweiz ist heute eines der Länder mit sehr vielen Bunkern in den Alpen, die für den Verteidigungsfall und Zivilschutz errichtet wurden.
Des Weiteren wurden Bunkeranlagen in dieser Zeit häufig zur Verstärkung von Auffangstellungen und wichtigen Durchgangspunkten wie Flussübergängen angelegt. Der während des Zweiten Weltkriegs gebaute, mit zahlreichen Bunkern verstärkte Atlantikwall sollte die Küsten des von Deutschland besetzten Westeuropas vor einer alliierten Invasion schützen.
Nach dem Ende des Kalten Krieges wurden in Europa viele Bunker als entbehrlich eingestuft und ihre Wartung / Instandhaltung beendet. Eine Beseitigung der äußerst massiven Betonkonstruktionen ist jedoch sehr schwierig, insbesondere wenn eine Sprengung wegen benachbarter Bebauung nicht in Frage kommt. Durch die extremen Wandstärken, die den nutzbaren Innenraum stark verkleinern, und die naturgemäß fehlenden Fensteröffnungen ist eine Nutzung etwa zu Wohnzwecken meist unmöglich oder zumindest nicht mit vertretbarem Aufwand zu realisieren. Daher wird meist vergeblich nach einer neuen Verwendung für Bunkerbauten gesucht. Andererseits ist es auch ein Anliegen der Denkmalpflege, historische Bunker als Geschichtszeugnisse möglichst zu erhalten.

## Typen

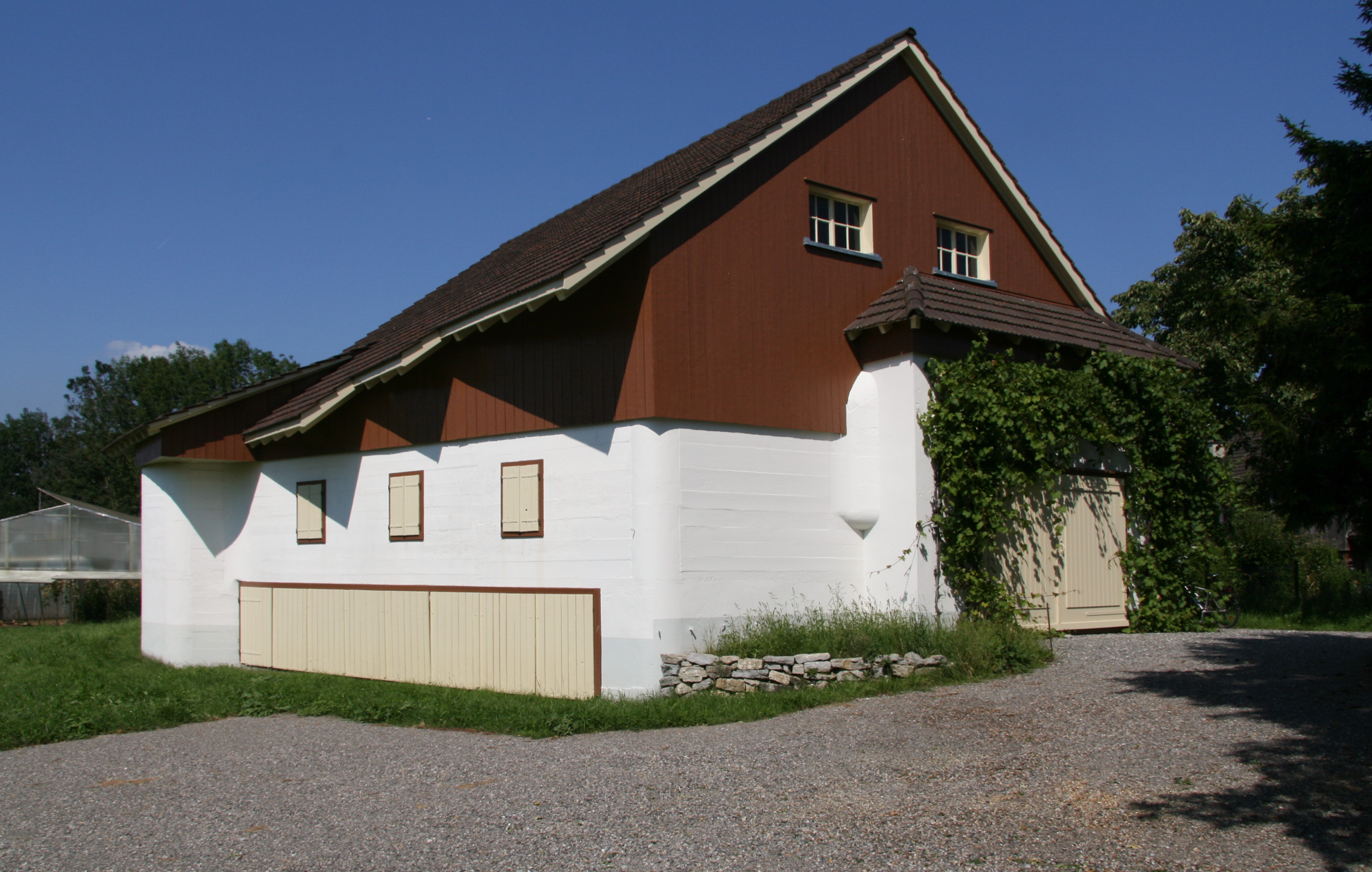
Als Wohngebäude getarnter Bunker in der Schweiz

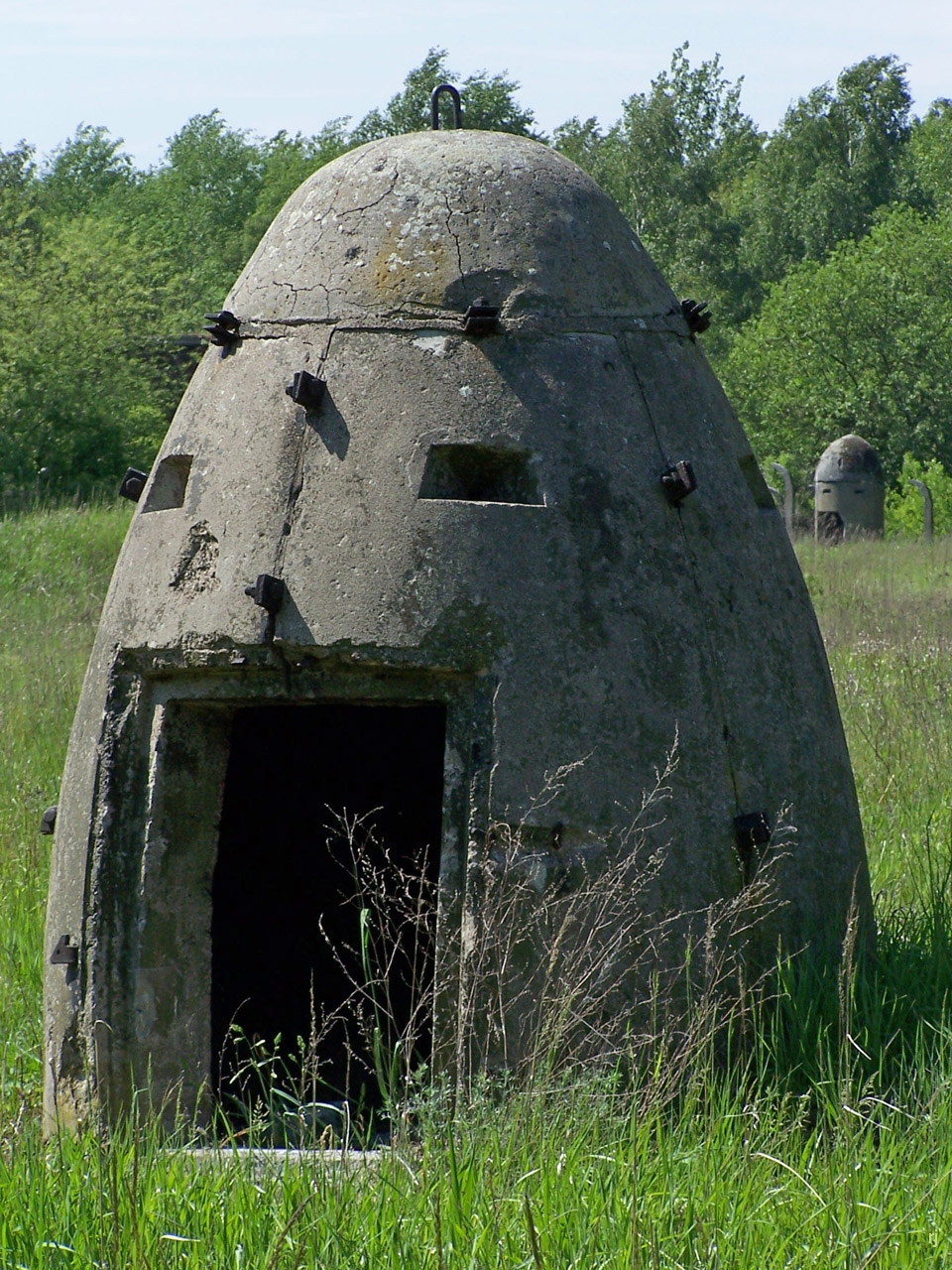
Splitterschutzzelle: Bunker für eine Person im Hydrierwerk Pölitz, heute Police (Polen)

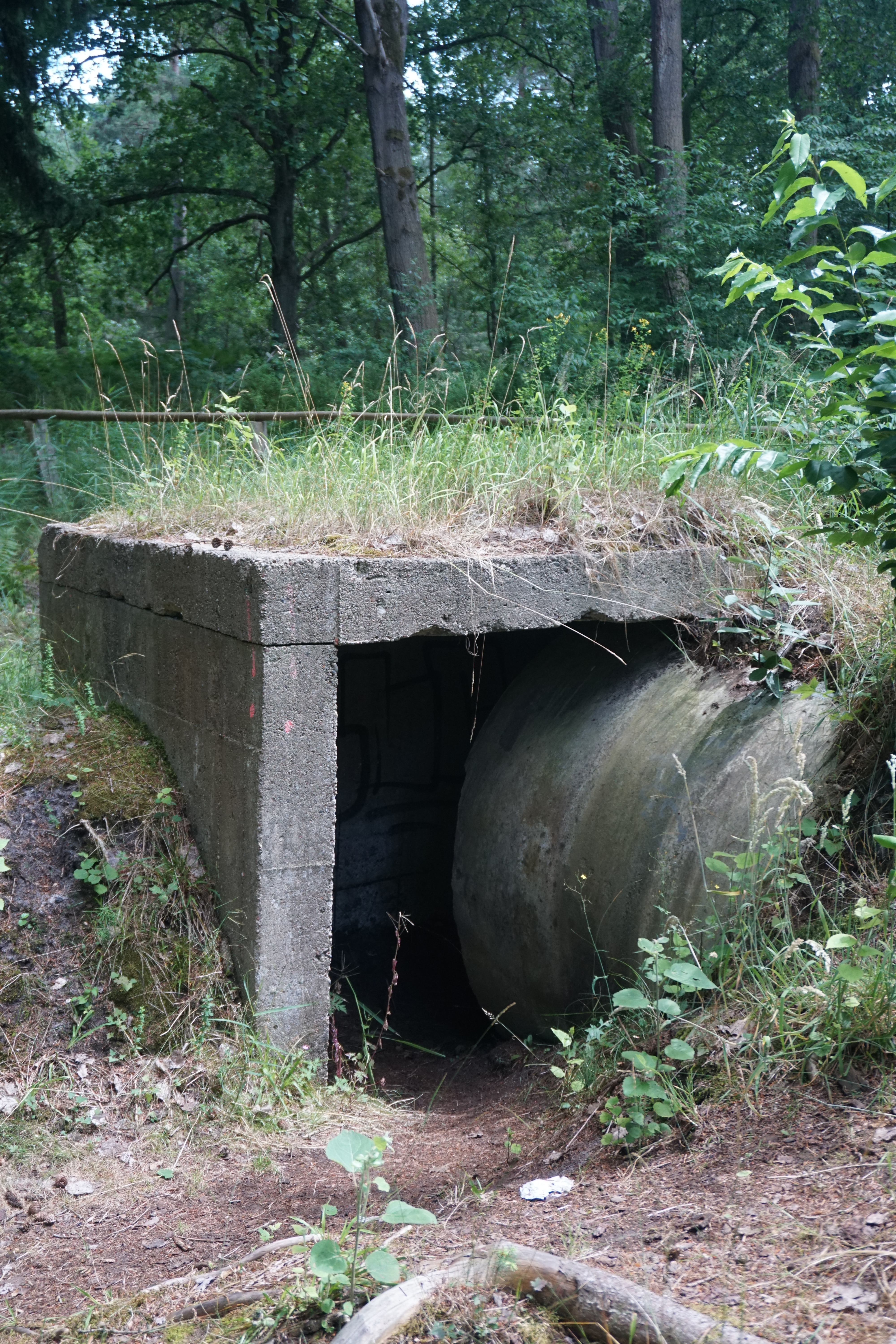
Splitterschutzröhre auf Usedom

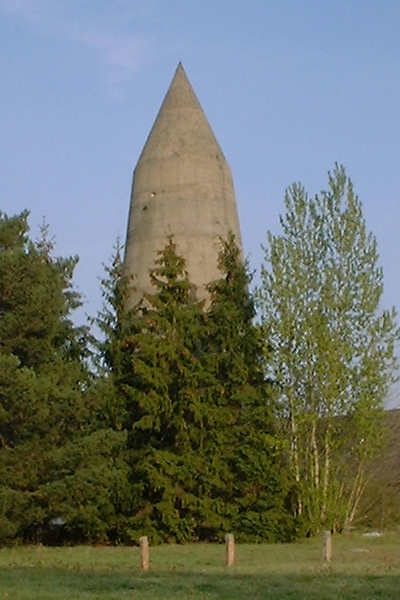
Winkelturm in Gießen (Kegelbunker)

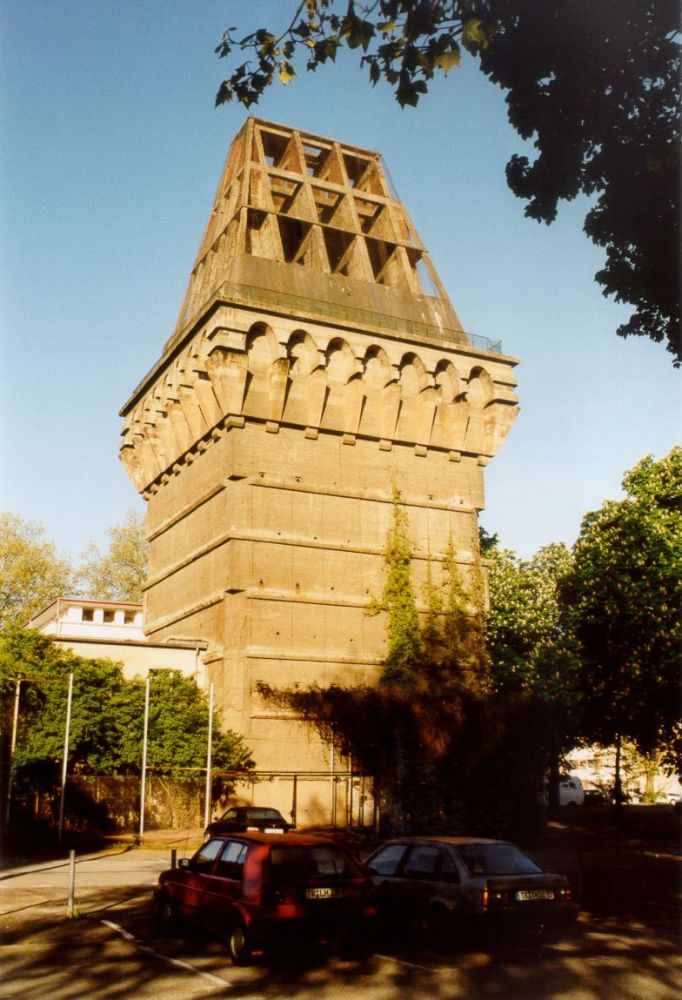
Hochbunker von Trier

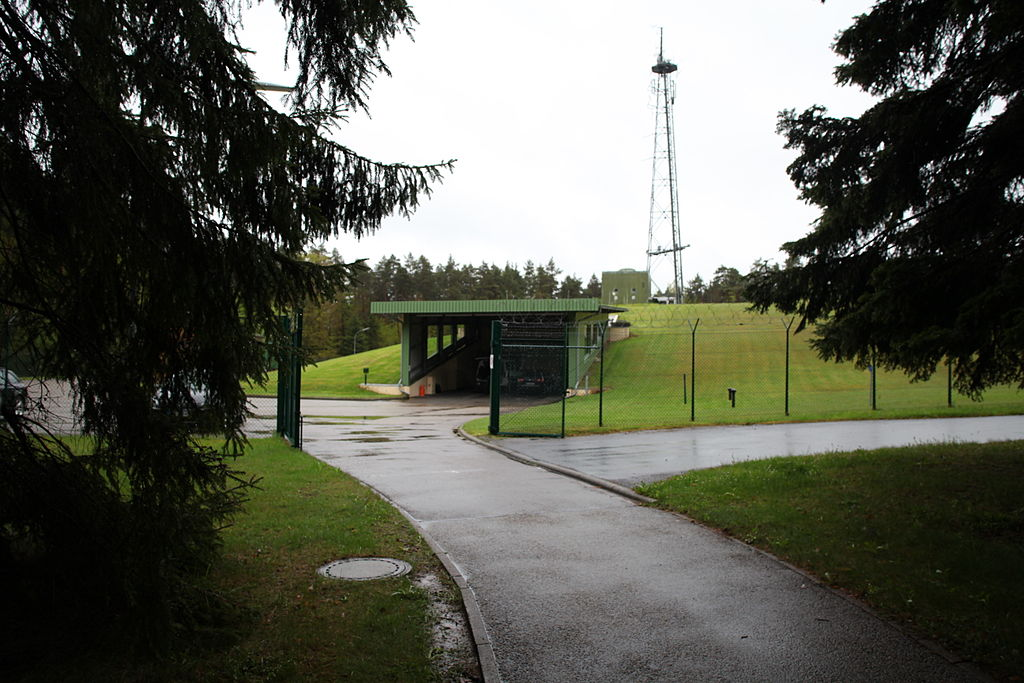
Atomschutzbunker in Oberreichenbach

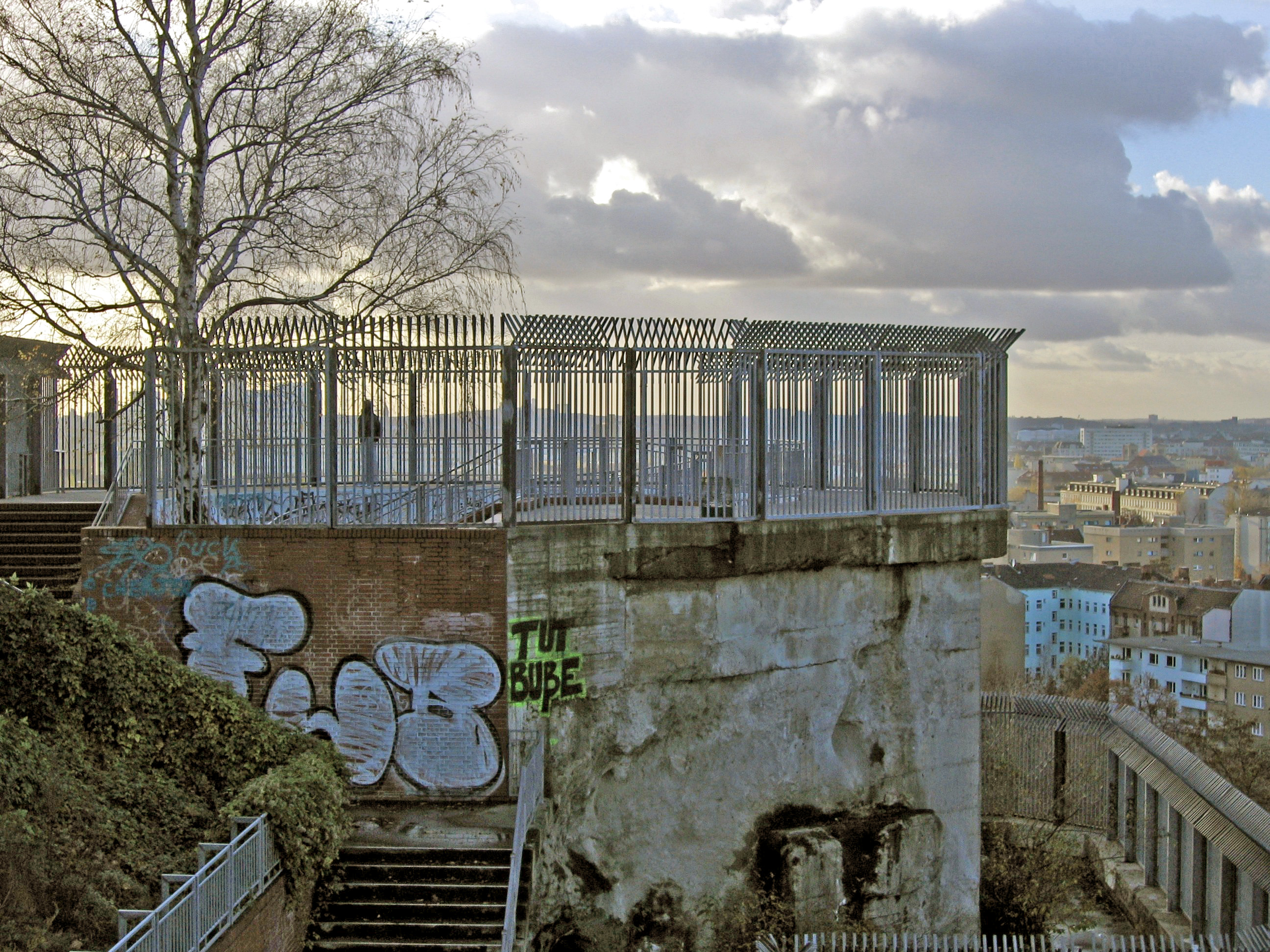
Flakturmanlage im Volkspark Humboldthain (Berlin)

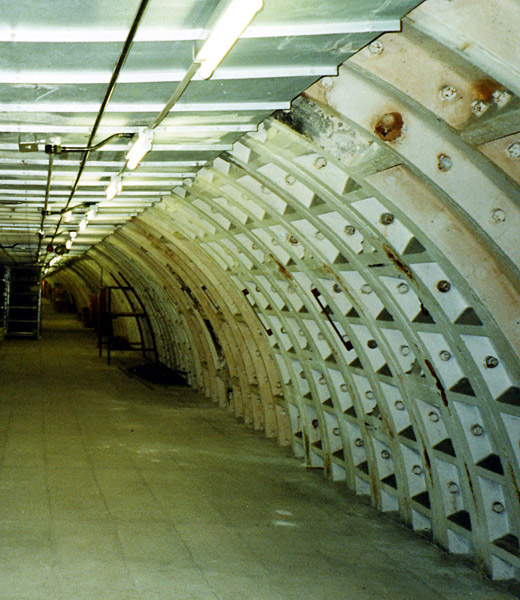
Belsize Park Tiefbunker, obere Ebene

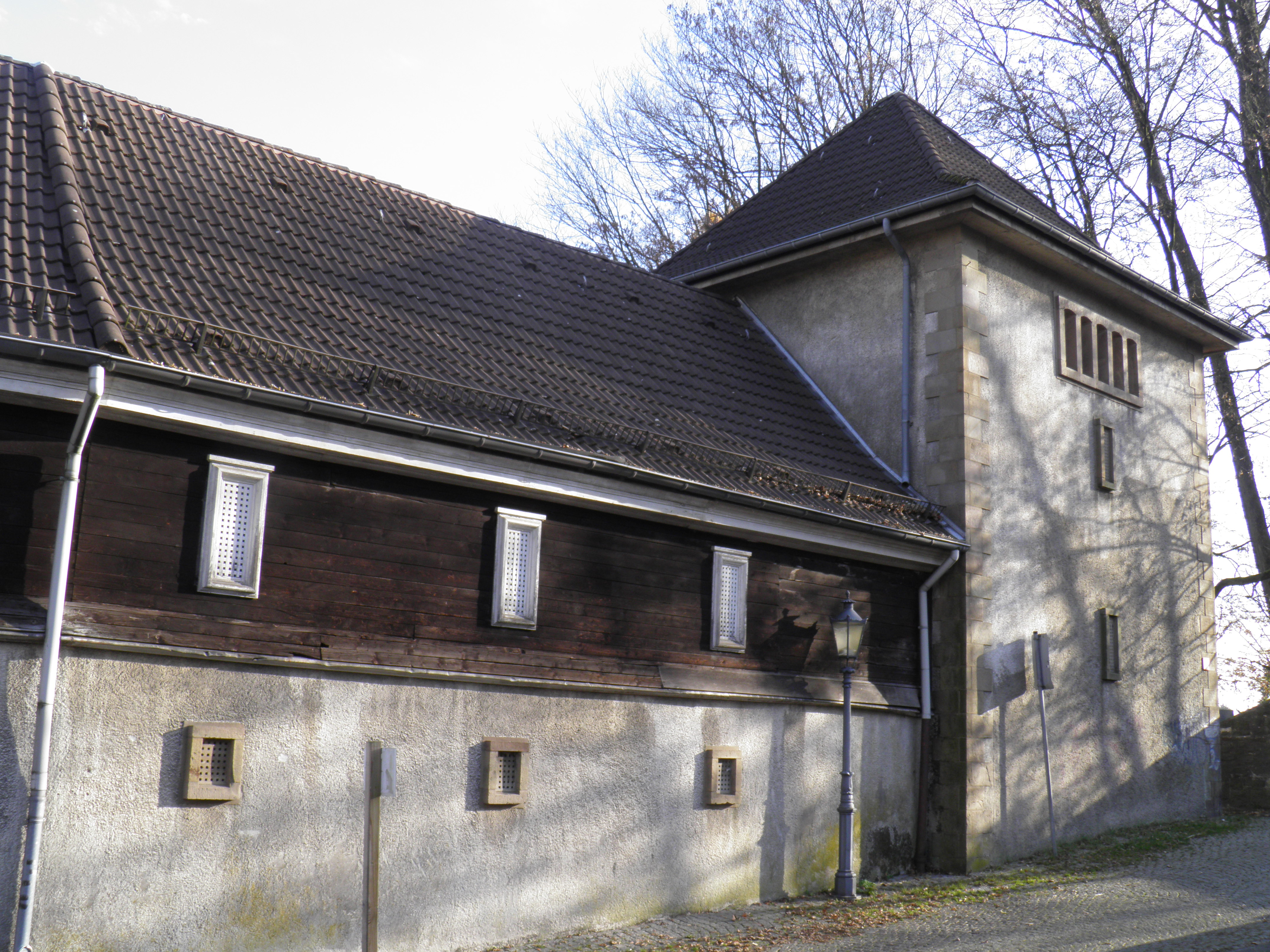
Hochbunker in Remscheid-Lennep

Bunker werden hauptsächlich in zwei Typen unterteilt, den Hochbunker und den Tiefbunker. Entscheidend für den jeweiligen Bunkertyp ist zumeist die Infrastruktur. Hochbunker werden vor allem im urbanen Bereich, Tiefbunker vorrangig in ländlichen Räumen errichtet. Der Hochbunker stört dabei weder Abwasser- noch Verkehrssysteme. Darüber hinaus kann aus einem Hochbunker heraus das umliegende Gelände beobachtet und dort gegebenenfalls Gegner bekämpft werden. Sie können auch als Basis für Flugabwehr- oder sonstige Geschützstellungen dienen. Bekannteste Beispiele für Hochbunker sind die Flaktürme von Berlin, Hamburg und Wien oder die U-Boot-Bunker von Lorient, La Rochelle oder St. Nazaire in Frankreich.
Tiefbunker werden häufig gebaut, um einer Kommandozentrale oder anderen sensiblen Einrichtungen höchstmöglichen Schutz zu bieten (Strategischer Führungsbunker). Bekannte Beispiele hierfür sind:
- die Einrichtungen des NORAD in den USA
- der frühere Regierungsbunker der Bundesrepublik bei Bad Neuenahr-Ahrweiler
- der für Adolf Hitler gebaute Führerbunker auf dem Gelände der Neuen Reichskanzlei in Berlin
- die im Obersalzberg – unter Hitlers Landhaus „Berghof“ – gebaute Bunkeranlage

### Luftschutzbunker

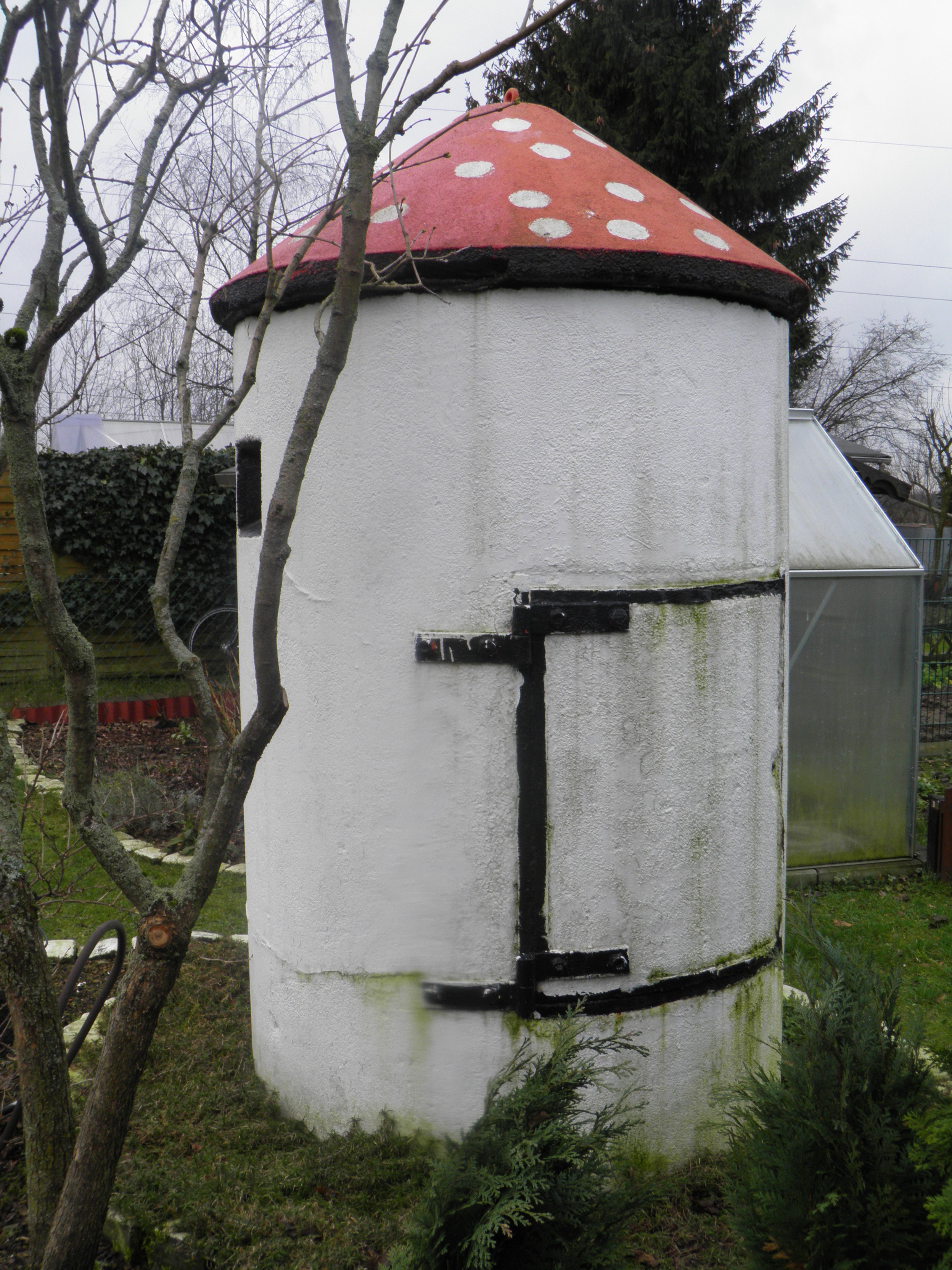
Einmannbunker

Luftschutzbunker wurden vor allem in der Zeit des Zweiten Weltkriegs gebaut. Üblich waren sowohl Hoch- als auch Tiefbunker. Eine spezielle Form sind die im Deutschen Reich in mehreren Großstädten gebauten Flaktürme, die Schutzfunktion und aktive Verteidigung durch Flugabwehrgeschütze verbanden. Weitere Beispiele für Hochbunker sind die sogenannten Winkeltürme, benannt nach ihrem Erfinder Leo Winkel.
In London wurden während des Zweiten Weltkriegs zum Schutz vor deutschen Luftangriffen eine Reihe von Stationen der London Underground zu Luftschutzbunkern umgebaut und zum Großteil 1942 in Dienst genommen. Die Tunnel sollten auf zwei Ebenen je 8000 Personen Schutz bieten. Tatsächlich wurden fünf dieser Tiefbunker 1944 für die Bevölkerung geöffnet: Stockwell, Clapham North, Camden Town, Belsize Park und Clapham South. Der Goodge-Street-Bunker wurde als Führungsbunker für das Hauptquartier General Eisenhowers und der Chancery-Lane-Bunker als Telekommunikationszentrale genutzt. Dieser Tunnel diente nach dem Krieg noch als atombombensicherer Regierungsbunker weiter.
Ebenfalls hauptsächlich zum Schutz vor Luftangriffen wurden die Cabinet War Rooms Ende der 1930er Jahre für die britische Regierung gebaut.

### Atomschutzbunker
Durch die zunehmende Verbreitung von Kernwaffen seit Ende des Zweiten Weltkrieges sind die Anforderungen an Bunker erheblich gewachsen. Bunkeranlagen, die dem Zivilschutz, dem Schutz von Regierungen und neuralgischen Teilen der Militärs und dessen Infrastruktur dienen, müssen den massiv gewachsenen Belastungen durch diese Waffen widerstehen. Es sind nicht nur die erheblich höheren Druckkräfte, sondern auch der zusätzlich notwendige Schutz vor radioaktivem Niederschlag (Fallout), die bei der Konstruktion beachtet werden müssen. Um den sehr großen Druckkräften eines nuklearen Schlages zu begegnen, werden atomsichere Anlagen unterirdisch oder in Bergen angelegt. Häufig kommt bei großen oder sehr wichtigen Anlagen eine zweischalige Konstruktionsform zum Einsatz. Die äußere Schale ist ein sehr stark gepanzerter, meist quaderförmiger Hohlkörper. Dieser Bau soll sowohl die immense Druckwelle abfangen als auch, je nach Konstruktion, direkte Angriffe mit bunkerbrechenden Waffen abwehren. Die äußere Schale dient zusätzlich als erste Barriere gegen den Fallout sowie andere Bedrohungen durch CBRN-Waffen. Die eigentlichen Einrichtungen des Bunkers, Infrastruktur, Kampfstände, Wohnbereiche usw. werden in einen oder mehrere eigenständige Container eingebaut. Im Inneren der äußeren Schale werden diese Zellen mit Feder-/Dämpfersystemen schwingfähig eingebaut. Durch dies wird eine Entkoppelung der Container gegenüber Bewegungen und Verformungen der äußeren Schale erreicht. Durch die Entkopplung kann die Widerstandskraft gegen atomare Schläge deutlich erhöht werden. Die einzelnen Zellen sind in sich ebenfalls CBRN-sicher.
Anders als Bunker, die nur für die konventionelle Kriegsführung ausgelegt sind, sollen Atomschutzbunker für einen längeren, definierten Zeitraum Schutz bieten. Konventionelle Bunker dienen nur als Unterschlupf während eines direkten Angriffs und werden nach kurzer Zeit wieder verlassen. Atomschutzbunker dagegen müssen auf Grund der Eigenheiten der nuklearen Kriegsführung längere Zeit vollständig autark bestehen. Insbesondere wegen der radioaktiven Verseuchung des Umlands muss eine solche Anlage sinnvollerweise einige Wochen das Überleben ermöglichen. Hierzu zählt vorrangig die CBRN-sichere Versorgung mit Wasser, Energie und Atemluft. Im Weiteren muss die Versorgung mit Nahrung und medizinischer Versorgung über einen langen Zeitraum gegeben sein. Sofern die Anlage taktische oder strategische Aufgaben übernehmen soll, müssen auch diese über den geplanten Einsatzzeitraum gewährleistet werden.

### Flugzeugbunker
Zum Schutz von Kampfflugzeugen am Boden wurden im und nach dem Zweiten Weltkrieg unter verschiedenen Bezeichnungen betonierte bzw. stählerne und zum Teil erdüberdeckte Flugzeugunterstände, Bogendeckungen (z,B, AU-xx), Geschlossene Deckungen für Flugzeuge (GDF), Flugzeugkavernen und Hardened Aircraft Shelter als besondere Bunkerformen genutzt.

### U-Boot-Bunker

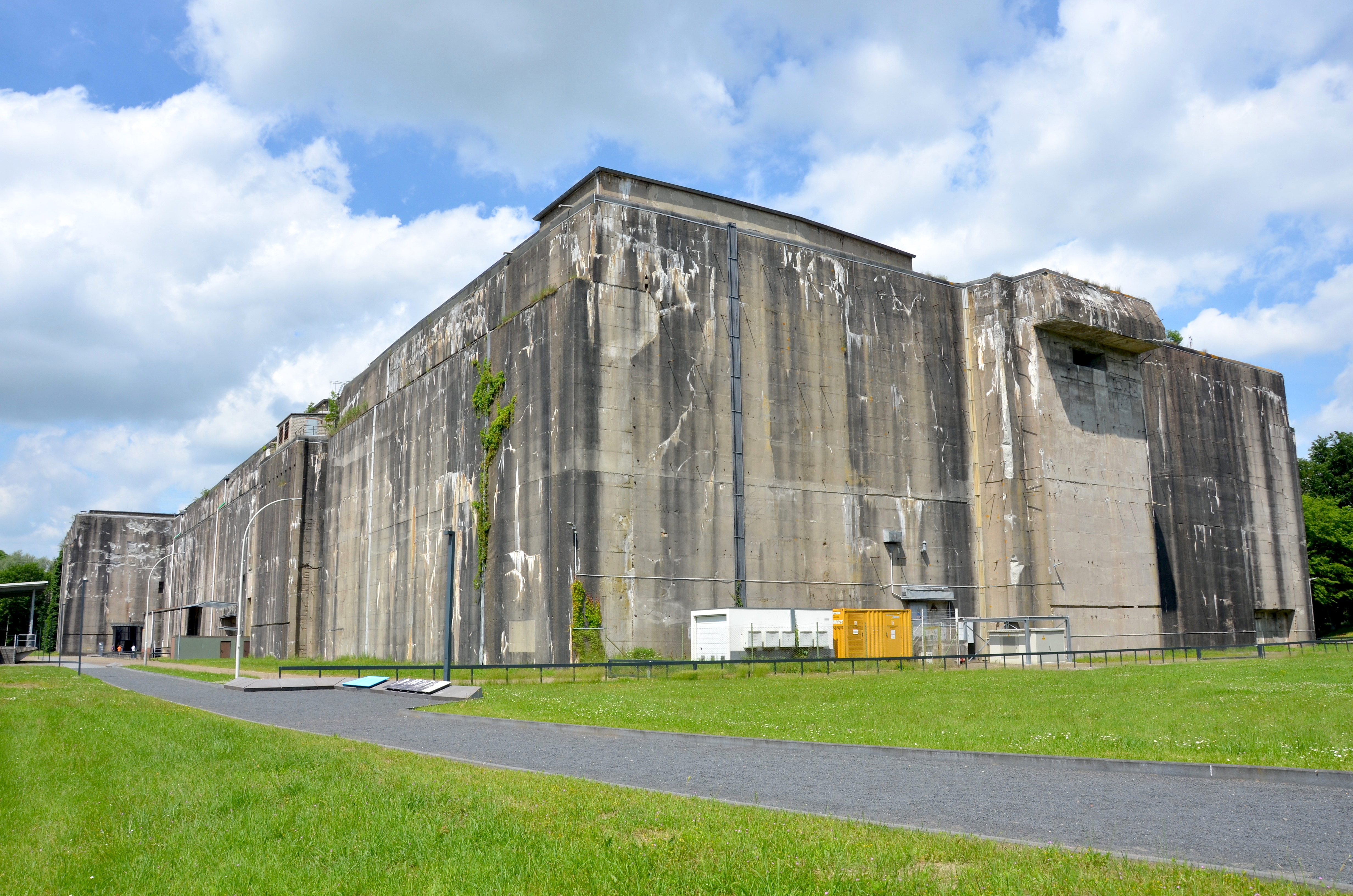
Gedenkstätte U-Boot-Bunker Valentin in Bremen-Rekum

U-Boot-Bunker sind meistens voll gedeckte und bombensichere U-Boothafen-/U-Bootdockanlagen. U-Boot-Bunker dienen/dienten zum Zusammenbau, zur Ausrüstung, zur Reparatur und zur Unterbringung von U-Booten. Zum Schutz vor feindlichem Beschuss/Bombardement sind die Anlagen oft sehr stark befestigte Hochbunker oder unterirdische Kavernen. Um ihren Aufgaben gerecht zu werden, verfügen viele Anlagen über Nass-/Trockendocks, verschiedene Werkstätten und Lagerräume. Häufig sind im Bunker Kasernen und Lazaretträume untergebracht, um Mannschaften und Werftpersonal aufzunehmen.
Als U-Boot-Bunker im engeren Sinn bezeichnet man Anlagen, die seit der zweiten Hälfte des Jahres 1940 durch die Deutsche Kriegsmarine errichtet wurden. Diese sehr großen Hochbunkeranlagen wurden insbesondere in verschiedenen deutschen Hafenstädten und an der besetzten französischen Atlantikküste gebaut. Es wurden jedoch auch in anderen besetzten Ländern wie Norwegen U-Boot-Bunker angelegt. Der eigentliche Bau fand unter der Leitung der Organisation Todt statt. Die Anlagen sollten Schutz für mehrere U-Boote gegen alle bekannten Kaliber und Bombentypen bieten. Sie sollten die empfindlichen Boote vor Luftangriffen während Ausrüstung und Reparatur schützen. Wegen der sich qualitativ und quantitativ verstärkenden alliierten Angriffe wurden insbesondere die Bunkerdecken während der Kriegszeit verstärkt und verbessert. So entstanden im Laufe der Zeit Deckenkonstruktionen, die eine Gesamtmächtigkeit von bis zu 10 Metern erreichten. Um die Bunkeranlagen zu bekämpfen, wurden alliierterseits überschwere, bunkerbrechende Bombentypen wie die Tallboy oder die Grand Slam mit Erfolg eingesetzt. Gegen Ende des Krieges kam den Bunkern auch die Aufgabe als Werften zu. So wurde ab 1944 insbesondere die Endmontage des U-Boot-Typs XXI in den verbliebenen deutschen Bunkern vorangetrieben. Die meisten Anlagen in Deutschland wurden gesprengt und abgetragen, während in Frankreich viele noch erhalten sind.

## Bekämpfung
Die Konstruktion von Bunkern machte seit dem Festungsbau erhebliche Fortschritte, ebenso die Bekämpfung solcher Anlagen. Bunkerbrechende Waffen sind meist aus speziell gehärtetem Stahl gefertigt und damit in der Lage, tiefer in Boden oder Beton einzudringen. Die zeitverzögerte Explosion des Sprengkopfes reißt anschließend die Bunkerwand auseinander. Atomare Sprengköpfe, die für einen solchen Einsatz gedacht sind, werden durch einen vorgelagerten Penetrator geschützt. Dieser dringt vor dem Sprengkopf in die Erde ein und bereitet so den Weg für die Sprengung in einiger Tiefe. Dabei ist der Effekt der Explosion naturgemäß deutlich gravierender als bei einem konventionellen Sprengkopf.

## Nichtmilitärische Bunkerbauten

### Verwendung in Industrie und Volkswirtschaft
Bunker im oben beschriebenen Sinne als massive explosionsgeschützte Bauwerke werden auch für nicht-militärische Anwendungen errichtet, zum Beispiel für Sprengversuche, als Kontrollstand für den Start von Raketen (Kontrollbunker) und als Kontrollstand oder Ausführungsort für technische Versuche mit hohem Destruktionspotential. Auch die Sicherheitsbehälter von Kernkraftwerken sind Bunkerbauten. Bauten, in denen hochradioaktive Stoffe gelagert und verarbeitet werden, werden generell als Bunkerbauten ausgeführt.
Ein sogenannter Schleuderbunker wird in der Turbinen- und Generatorenfertigung eingesetzt, um die fertigen Produkte auf ihre Stabilität bei der Rotation zu testen. Er soll die Umgebung vor abfallenden Turbinenschaufeln oder geborstenen Wellen im Falle von Materialversagen schützen.

### Kollapsvorsorge
Im Zuge der verstärkten Krisenwahrnehmung durch Prepping, soziale Polarisierung und Klimafolgen zeichnete sich in vergangenen Jahren ein internationaler Trend zur Errichtung privater Schutzräume in den Vereinigten Staaten und anderswo ab, der gelegentlich als „Bunkerisierung“ (Bunkerization) bezeichnet wird. Robert Kirsch (ASU, CAPAS) sieht darin den Versuch, Normalität und Alltagsleben fortzuführen, sozialen Status zu bewahren, eine Vermischung ökonomischer und ideologischer Motive, sowie eine Verwurzelung im Neoliberalismus.
Insbesondere der Bau klandestiner Bunker und Schutzräume von Superreichen wird problematisiert. Öffentlich gewordene Pläne betrafen beispielsweise Bill Gates, Peter Thiel und Mark Zuckerberg. Laut Douglas Rushkoff herrsche bei einigen Auftraggebern die Illusion vor, derzeitige Krisen und drohende Katastrophen mit ihnen unbeschadet überstehen zu können, was weniger Ressourcen für deren Bewältigung bedeute. Reid Hoffman berichtete 2017, ein „Haus in Neuseeland“ gekauft zu haben, sei im Silicon Valley zum geflügelten Wort für einen autarken Rückzugsort oder Bunker geworden.

## Sonstiges
Der Philosoph Paul Virilio erforschte Bunker und Befestigungsanlagen auf ihre Wirkung und Funktion hin und veröffentlichte die Ergebnisse im Jahr 1975 in seinem Buch Bunker archéologie.
In Albanien gab Enver Hoxha den Bau von circa 700.000 Bunkern an strategisch wichtigen Punkten als Ziel aus, um die Unabhängigkeit des Landes zu sichern. Die Küste ist mit größeren Bunkern für Geschütze und kleineren für Personen durchzogen worden.
Angehörige der Bundeswehr erhalten Bunkergeld, wenn sie in Bunkern Dienst tun. Voraussetzungen sind, dass die Bunker über keine Zufuhr von natürlichem Licht und Außenluft verfügen. Die Raumhöhe muss die normale unterschreiten. Zuständig für die Entscheidung, ob ein Bunker diese Voraussetzungen erfüllt, ist das Streitkräfteamt.

## Bunkermuseen
- In Emden, wo vor dem Zweiten Weltkrieg und teils noch während des Krieges eine größere Anzahl an Bunkern erbaut wurde, gibt es heute ein Bunkermuseum.
- Bunkermuseum Wurzenpass (beim Dreiländereck Österreich – Italien – Slowenien)
- Museum „Weltkriegsbunker in der Fuggerei“ im Augsburger Fuggereimuseum
- Röhrenbunker in Hamburg
- Bunkermuseum Schweinfurt
- Bunker Wünsdorf Zeppelin, ein ehemals von der Wehrmacht und später von der Gruppe der Sowjetischen Streitkräfte in Deutschland genutzter Bunkerkomplex
- Der Ausweichsitz der Verfassungsorgane des Bundes im Krisen- und Verteidigungsfall zur Wahrung von deren Funktionstüchtigkeit, d. h. der „Regierungsbunker“[9] der Bundesregierung während des Kalten Krieges
- Bunker Harnekop, Hauptführungsstelle des Ministeriums für Nationale Verteidigung (MfNV) der DDR
- In Bad Wildungen wurden 15 Bunker gebaut, die während einer Bunkerführung des Stadtmarketings teilweise von innen besichtigt werden können.
- Museumsbunker – in Olang und Rasen-Antholz (Südtirol) wurden 19 Bunker des italienischen Alpenwalls gebaut. Im Bunker Nr. 8 ist ein Museum dafür eingerichtet.
- Museum des ehemaligen Bundesbankbunker in Cochem[10]
- Museen der Maginot-Linie Frankreichs, wie das Fort Hackenberg, oder das Artilleriewerk Schoenenbourg
- Bunkermuseum Oberhausen: Hochbunker mit wechselnden Ausstellungen zum 2. Weltkrieg Siehe auch: Bunkermuseum